# أمبير مارشال
أمبير مارشال (بالإنجليزية: Amber Marshall)‏ (و. 1988 – م) هي ممثلة، وممثلة أفلام، من كندا، ولدت في لندن.

## وصلات خارجية
- أمبير مارشال على موقع IMDb (الإنجليزية)
- أمبير مارشال على موقع ألو سيني (الفرنسية)
- أمبير مارشال على موقع أول موفي (الإنجليزية)
- أمبير مارشال على موقع قاعدة بيانات الفيلم (الإنجليزية)
- أمبير مارشال على موقع كينوبويسك (الروسية)